# 徳島ダイハツモータース
株式会社徳島ダイハツモータース（とくしまダイハツモータース、英: TOKUSHIMA DAIHATSU CORPORATION）は、徳島県徳島市論田町に本社を置き、ダイハツ工業が製造した乗用車・軽自動車を取り扱う自動車販売会社。

## 沿革
- 1961年（昭和36年）3月10日 - 会社設立。